# Ambon (isola)
Ambon (in italiano Ambòina) è un'isola dell'arcipelago delle Molucche, nel Mar di Banda, in Indonesia. Situata a sud-ovest dell'isola di Ceram, appartiene amministrativamente alla provincia indonesiana di Maluku. La città principale è Ambon.

## Geografia

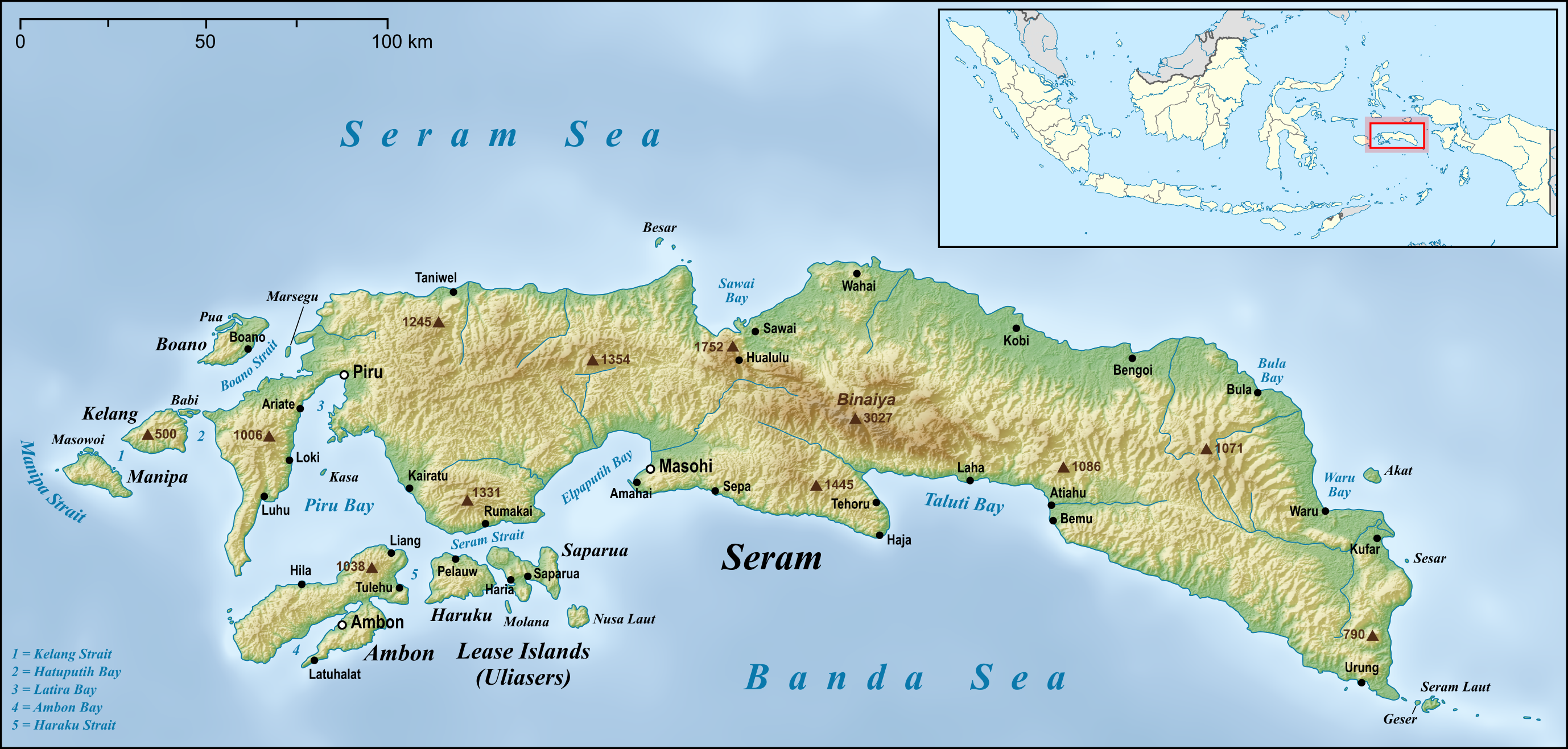
Isole di Ceram (più grande, a nord) e Ambon (più piccola, a sud-ovest di Ceram)

Ambon è un'isola di origine vulcanica e ha una superficie di 805,8 km². Morfologicamente l'isola è composta di due penisole montuose (Leitimor a sud e Hitoe a Nord) unite dall'istmo di Bagoeala. Sull'istmo sorge la città di Ambon di circa 	347 288 abitanti nel 2020, fondata dai Portoghesi nel 1521 per il commercio delle spezie e attualmente capoluogo della provincia delle Molucche. Il territorio è prevalentemente montuoso e il terreno è fertile. Le cime principali sono i monti vulcanici Wawani (1,100 m s.l.m.) e Salahutu (1,225 m s.l.m.) che possiedono bocche effusive e solfatare. L'agricoltura di Ambon produce riso, cacao, caffè, frutti tropicali e sono presenti coltivazioni di varie spezie. Proprio di qui è originaria la noce moscata. Anche i chiodi di garofano furono coltivati per secoli solo ad Ambon e Ceram, nonché nelle piccole isole di Ternate e Tidore.
Occupata dai Portoghesi nel 1512 Ambon passò agli Olandesi nel 1605. Nel 1623 fu teatro del massacro perpetrato da agenti della Compagnia olandese delle Indie orientali ai danni di un gruppo di mercanti portoghesi, giapponesi e britannici appartenenti alla East India Company per un presunto complotto volto a impadronirsi della fortezza sull'isola confessato solo dopo atroci torture. Dopo il massacro la produzione di chiodi di garofano fu limitata esclusivamente ad Ambon, mentre gli alberi sulle altre isole vennero sradicati per mantenere l'offerta limitata a quello che si riteneva il livello ottimale dal punto di vista del monopolio.
L'isola è divisa tra musulmani e cristiani. Tuttavia, dopo varie guerre religiose oggi Ambon è aperta al turismo.